# Erik Johan Lillie
Erik Johan Lillie est un amiral suédois mort en 1715 à Rügen.
Il est l'un des commandants de la flotte suédoise en mer Baltique lors de la grande guerre du Nord. Il commande une partie de la flotte à la bataille d'Hangö Oud en 1714.